# Katedra św. Mikołaja w Ermupoli
Katedra św. Mikołaja – prawosławna katedra znajdująca się na greckiej wyspie Siros w największym jej mieście Ermupoli. Jest trzecią, najstarszą świątynią na Siros, po katedrze Świętego Przemienienia Pańskiego z 1824 i kościele Wniebowzięcia Najświętszej Marii Panny z 1828 r.

## Historia
Pierwsze plany powstania nowego kościoła pochodzą z 1847 r. Przy planach zaangażowanych było kilku architektów:  L. Zavos, A. Zinopoulou, I. Vlysidi, Eleftheriadis i francuski architekt Vaugarni. Powstaniem nowej świątyni zainteresowany był król Otto, który w 1851 r. podpisał dekret królewski zatwierdzający pomysł powstania katedry. Fundatorem kościoła był biskup Cyklad oraz liczni bogaci darczyńcy. Budynek został oddany do użytku 14 września 1870 r.
W katedrze w jej zakrystii przechowywane są relikwie patrona wyspy św. Mikołaja oraz liczne sakralne dzieła sztuki podarowane przez odwiedzających katedrę notabli z Grecji, Rosji i krajów naddunajskich. W świątyni znajduje się pierwszy obraz El Greca pt. Zaśnięcie Marii.

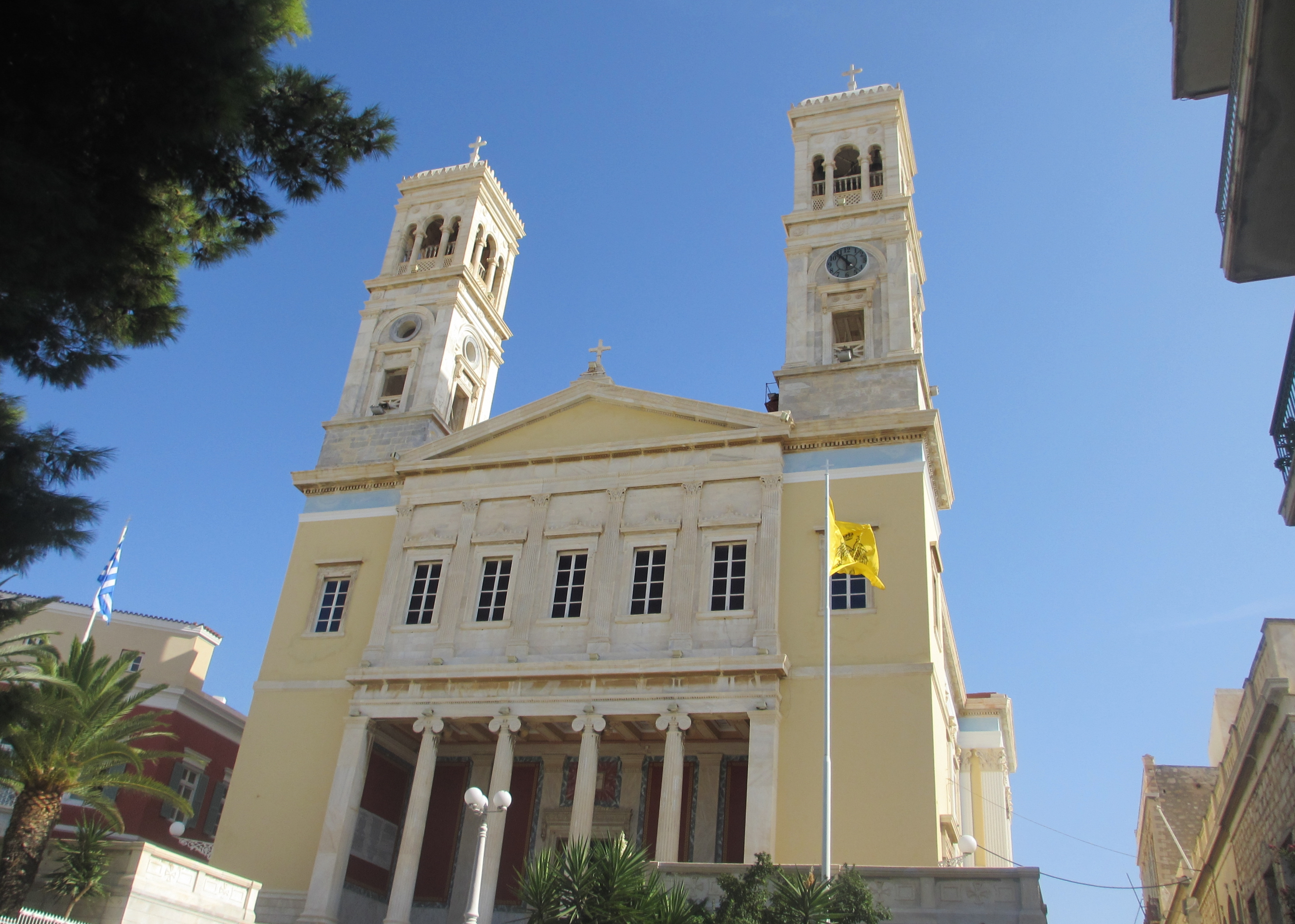
Fasada
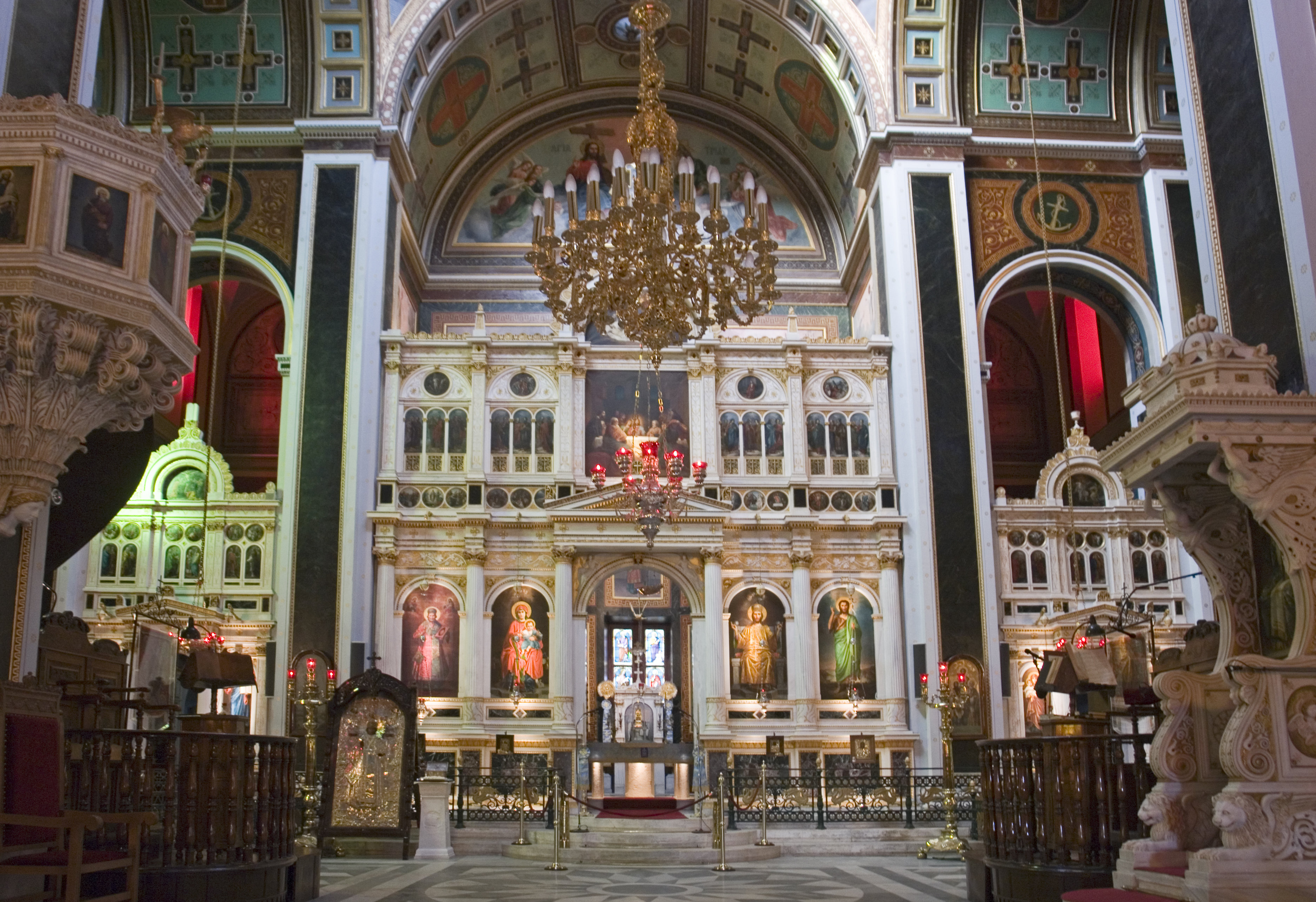
Wnętrze